# Potok Rządowy
Potok Rządowy – wieś w Polsce położona w województwie świętokrzyskim, w powiecie staszowskim, w gminie Szydłów.
W latach 1975–1998 miejscowość administracyjnie należała do województwa kieleckiego.

## Współczesne części wsi
Poniżej w tabeli 1 integralne części wsi Potok Rządowy (0274967) z aktualnie przypisanym im numerem SIMC (zgodnym z Systemem Identyfikatorów i Nazw Miejscowości) z katalogu TERYT (Krajowego Rejestru Urzędowego Podziału Terytorialnego Kraju).
| SIMC    | Nazwa         | Rodzaj     |
| ------- | ------------- | ---------- |
| 0274973 | Kamienna Góra | przysiółek |

## Dawne części wsi – obiekty fizjograficzne
W latach 70. XX wieku przyporządkowano i opracowano spis lokalnych części integralnych dla Potoku, wówczas to Potok Rządowy stanowił integralną część tej wsi  zawarty w tabeli 2.

| Nazwa wsi – miasta | Nazwy części wsi – miasta                                 | Nazwy obiektów fizjograficznych – charakter obiektu |
| ------------------ | --------------------------------------------------------- | --- |
| I. Gromada POTOK   |                                                           | |
| 1. Potok           | 1. Górki 2. Kamienna Góra 3. Księża Niwa 4. Potok Rządowy | 1. Dworskie — pole 2. Kolonijki — pole 3. Koło Brzezińskiego Lasu — pole 4. Koło Kolejki — las 5. Kopaniny — pole 6. Księża Niwa — pole 7. Międzylesie — pole 8. Pastwisko — las 9. Podlesie — pole 10. Potok — pole 11. Przyłogi — las |